# Juan Manuel Fernández Pacheco
Juan Manuel Fernández Pacheco, de son nom complet Juan Manuel María de la Aurora Fernández Pacheco Acuña Girón y Portocarrero, grand d'Espagne, 8e duc d'Escalona, 8e marquis de Villena, 12e comte de San Esteban de Gormaz et 8e comte de Xiquena, est un aristocrate espagnol né à Marcilla, Navarre, le 7 septembre 1650, et mort à Madrid le 29 juin 1725 .

## Biographie
Il est le fils de Diego López Pacheco, 7e duc d'Escalona (1599–1653), et de sa seconde épouse, Juana María Francisca de Zuñiga (morte en 1652).
Il a été vice-roi et capitaine général des royaumes de Navarre, Aragon, Catalogne, Sicile et Naples. Il a été décoré du titre de chevalier de l'Ordre de la Toison d'or, le 9 octobre 1687.
Il a perdu la bataille de la rivière Ter, ou bataille de Torroella, livrée le 27 mai 1694.
Pendant la guerre de succession d'Espagne il a été emprisonné par les Autrichiens à Gaète après le siège de Gaète, en 1707.
Après sa libération, il retourne en Espagne où il fonde, sous la protection du roi Philippe V, l'Académie royale espagnole. Il en a été élu le premier directeur. Il a été reçu associé étranger de l'Académie royale des sciences en 1715.
Il a été Mayordomo mayor du roi.

## Famille
- Diego López Pacheco, 7e duc d'Escalona (1599–1653),
  - Juan Manuel Fernández Pacheco, 8e duc d'Escalona, marié le 29 septembre 1674 avec María Josefa de Benavides Silva y Manrique de Lara, fille de Diego de Benavides, 8e comte de Santisteban dont il a eu deux fils :
    - Mercurio López Pacheco y Benavides, (Escalona, 9 mai 1679 - Madrid, 7 juin 1738), 9e duc d'Escalona, 2e directeur de l'Académie royale espagnole,
    - Marciano Fernández Pacheco (1688-1743)